# Huaraz (província)
Huaraz é uma província do Peru localizada na região de  Ancash. Sua capital é a cidade de Huaraz.

## Distritos da província
- Cochabamba
- Colcabamba
- Huanchay
- Huaraz
- Independencia
- Jangas
- La Libertad
- Olleros
- Pampas
- Pariacoto
- Pira
- Tarica